# Marsdenia tumida
Marsdenia tumida är en oleanderväxtart som beskrevs av P.I. Forster. Marsdenia tumida ingår i släktet Marsdenia och familjen oleanderväxter. Inga underarter finns listade i Catalogue of Life.